# 阿卡狄亚 (戏剧)
《阿卡狄亚》 (1993)，是英国戏剧家汤姆·斯托帕德的一部戏剧，探讨了过去和现在、秩序与混乱、确定性和非确定性之间的关系。许多评论家都认为这是斯托帕最好的作品。 2006年，大不列颠皇家学院将其选为史上最佳科学相关作品之一。
.

## 人物

### 1809年的人物
- 托马西娜·科弗利:13岁(后来16岁)，克鲁姆伯爵夫妇的女儿，她是个早熟的天才。在科学界和数学界尚未普遍接受热力学第二定律和混沌理论时，她已然理解了它们[3][4]
- 塞普蒂莫斯·霍奇：托马西娜的老师，拜伦的朋友。
- 杰拉拜：科弗利家的管家。
- 埃兹拉·查特：不成功的诗人。
- 理查德·诺克斯：克鲁姆伯爵夫人的园艺师，他将花园的古典的阿卡狄亚式风格转换成流行的哥特式。